# Туннель (фильм, 1933)
«Туннель» (фр. Le Tunnel) — франко-немецкий научно-фантастический фильм, снятый режиссёром Кёртисом Бернхардтом в 1933 году. Экранизация одноименного романа, написанного Бернхардом Келлерманом в 1913 году. По сути было снято два фильма с разными актёрами — франкоязычными (в главной роли Жан Габен) и немецкоязычными (в главной роли Пауль Хартман).

## Сюжет
Фильм рассказывает о постройке под Атлантическим океаном туннеля, соединяющего Европу и Америку.
Инженер Мак Аллан — талантливый изобретатель, человек огромной энергии и выдающихся организаторских способностей. Для постройки туннеля нужны колоссальные средства, которые он добывает, заинтересовав своим замыслом, сулящим солидную прибыль, представителей большого бизнеса. Идея Мак Аллана дерзновенна и смела; но её реальное осуществление связано с жертвами и страданиями строителей, работающих в ужасающе трудных условиях в напряжённом, изнурительном темпе.
Несмотря на интриги, саботаж, убийства, ужасную катастрофу, во время которой погибает его молодая жена, Мак Аллану удается выполнить намеченное.

## В ролях
Версия на французском языке:
- Жан Габен — инженер Ришар Мак Аллан
- Мадлен Рено — Мэри, жена Мак Аллана
- Робер Ле Виган — Брус, злоумышленник
- Густаф Грюндгенс — Вульф, председатель профсоюза
- Раймонда Аллен — Этель Ллойд
- Андре Нокс — мистер Ллойд, банкир
- Андре Бертик — банкир
- Эдмонд ван Даэле — Шарль Байер, мастер
- Виктор Вина
- Филипп Ришар — инженер Гарриман
- Генри Вальбель — рабочий